# Comtat d'Härkingen
El comtat d'Härkingen fou una jurisdicció feudal de Suïssa, al Buchsgau (Gäu), centrada al castell de Rickenbach. El castell fou excavat el 1969-1971.
L'extensió del comtat, esmentat per primer cop el 1080 encara que segurament més antic, és objecte de discussió entre els historiadors i varia entre tot el Buchsgau o un territori molt petit. La casa comtal es va extingir vers 1200 i va passar per herència als Bechburg-Falkenstein. El 1402 els Falkestein van cedir Härkingen a Soleure i en els anys següents fou part de la comuna d'Egerkingen dins la batllia de Falkenstein (adquirida per Soleure definitivament el 1417).